# 제논 (황제)
제논(Flavius zeno, 425년경 - 491년 4월 9일)은 로마 제국의 황제로 474년 2월부터 491년 죽을 때까지 동로마 제국의 황제였다. 원래 이름은 타라시코디사이며, 도중에 장인 레오 1세의 처남인 바실리스쿠스가 그의 제위를 찬탈하여 약 1년간 궐위상태에 있었으나 곧 다시 제위를 되찾고 죽을 때까지 황제로 통치했다.

## 어린 시절
제논은 이사우리아 출신으로 레오 1세가 막후 실력자인 아스파르와 군대 내의 게르만족을 견제하기 위하여 발탁한 인물이다. 레오는 제논을 자신의 딸 아리아드네와 결혼시켰는데 원래 제논의 이름은 타라시코디사 루숨블라오테오테스로 결혼한 뒤에 그리스적인 이름인 제논으로 바꾸었다. 이후 이사우리아인들은 레오의 비호를 받으며 막강한 권력을 행사했다.

## 첫 번째 즉위와 퇴위
474년 레오 1세가 죽으면서 후계자로 사위인 제논 대신에 7살짜리 제논의 아들이자 레오의 외손자인 레오 2세를 차기 황제로 지명했는데 제논은 아들의 즉위와 동시에 공동 황제가 되었고 그해 11월 아들이 죽자 단독으로 황제가 되었다. 제위에 오르자 그는 북아프리카의 반달왕국과의 전쟁을 마무리 지었으나 제위에 오른 지 얼마 되지 않아 장인 레오 1세의 처남인 바실리스쿠스와 황태후 베리나의 음모로 제위를 빼앗기고 이사우리아의 산악지대로 도망쳤다.

## 두 번째 통치와 죽음
이후 바실리스쿠스는 황제가 되었으나 거듭된 실정으로 민심을 잃었고 그사이 제논은 이사우리아에서 돌아와 477년 7월 콘스탄티노폴리스의 제위를 약 20개월 만에 되찾았다.
당시 서로마 제국은 그 몰락으로 향해 가고 있었다. 제논이 궐위되었을 때 제논이 직접 서로마 제국 황제로 임명한 율리우스 네포스가 퇴위 되었고 제논은 이에 대해 화를 내었으나 오도아케르를 인정할 수밖에 없었다. 국내적으로도 바실리스쿠스의 조카인 하르마티우스를 제거해야 했고 479년에는 황실의 서열이 제논보다 높다고 주장하는 마르키아누스의 반란은 이사우리아 출신인 일루스의 도움으로 물리쳤다. 또한 483년에는 자신의 황궁의 집사장으로 승진한 일루스와 불화가 생겨 반란이 일어났다.
제논은 동고트족의 족장의 아들로 콘스탄티노폴리스에 인질로 있던 테오도리쿠스를 시켜 이 반란을 진압하게 했다. 이 무렵 동고트족은 로마 제국 내에서 푀데라티로 거주하고 있었으나 제논은 이들을 점점 통제하기 힘들어지고 있었다. 488년 제논은 테오도릭 대왕과 협약을 맺어 서로마 제국의 오도아케르를 쫓아내면 그 영지를 동고트족에게 주기로 하고 그들은 서방으로 보낼 수 있었다. 테오도릭은 모든 동고트족을 이끌고 서방으로 떠났고 제논은 비로소 평화로운 통치를 할 수 있었다.
제논의 제위 말기는 고질적인 로마 제국 내 종교 문제가 골칫거리였다. 451년의 칼케돈 공의회 이후 그리스도 단성론(單性論)은 이단으로 지목되었으나 여전히 제국 사회를 어지럽히고 있었다. 482년 황제는 〈헤노티콘〉(Henotikon)이라는 문서를 콘스탄티노폴리스 총대주교 아카키우스와 함께 발표하여 양측을 중재하려 하였으나 오히려 교황 심플리치오와 그의 후임자 교황 펠릭스 3세의 분노를 샀고 로마 교회와 콘스탄티노폴리스 교회가 서로를 파문하는 아카키우스 분열로까지 번졌다.
491년 4월 9일 제논은 뇌전증로 죽었고 제논의 미망인 아리아드네는 디라키온 출신의 아나스타시우스를 다음 황제로 추대했다.

## 같이 보기
- 아카키우스 분열
- 〈헤노티콘〉

| 전임 레오 2세 | 로마 제국의 황제 474년 - 475년 476년 - 491년 | 후임 바실리스쿠스 아나스타시우스 1세 |